# 觸目驚心 (1993年電影)
《觸目驚心》（英語：Insanity）是1993年香港心理驚悚片，由梁小熊導演，任達華和周海媚主演。電影藍本自亞弗列德·希治閣導演同名作品《觸目驚心》。

## 角色
- 任達華 飾 鄧秀
- 周海媚 飾 Nancy
- 黃百鳴 飾 John
- 鄧泰和
- 凌志華
- 劉超凡

## 外部連結
- 香港影庫上《觸目驚心》的資料（繁體中文）
- 豆瓣电影上《觸目驚心》的資料 （简体中文）
- 互联网电影数据库（IMDb）上《觸目驚心》的资料（英文）